# Голявино (Нижегородская область)
Голя́вино — деревня в Вачском районе Нижегородской области. Входит в состав Новосельского сельсовета.
В прошлом — деревня Яковцевского прихода Муромского уезда Владимирской губернии.
Находится на расстоянии около 3 км на запад от села Яковцево.

## Из истории
- В писцовых книгах за 1676 год сообщается, что в яковцевской церкви, среди книг, имеется «минея общая — приклад крестьянина деревни Голявина».
- В «Историко-статистическом описании церквей и приходов Владимирской Епархии» за 1897 год сказано, что Голявино приписано к Яковцевскому приходу и находится от яковцевской церкви на расстоянии трёх вёрст.

## Население
| 1859 | 1905 | 1926 | 1999 | 2002 | 2010 |
| ---- | ---- | ---- | ---- | ---- | ---- |
| 113  | ↗138 | ↘126 | ↘8   | ↗13  | ↘3   |

## Известные личности, связанные с Голявино
- Александр Александрович Ковалёв (родился 27 ноября 1923 года в Голявино) — арабист, профессор, ректор Института стран Азии и Африки с 1958 по 1975 годы[6].